# 9180 Samsagan
A 9180 Samsagan (ideiglenes jelöléssel 1991 GQ) a Naprendszer kisbolygóövében található aszteroida. Eleanor F. Helin  fedezte fel 1991. április 8-án.